# Udar maciczno-łożyskowy
Udar maciczno-łożyskowy (macica Couvelaire’a, ang. uteroplacental apoplexy, Couvelaire uterus) – rzadkie, zagrażające życiu powikłanie ciąży, w którym odklejeniu łożyska towarzyszy nasiąknięcie mięśnia macicznego krwią, sięgające niemal błony surowiczej. Opisał je jako pierwszy francuski lekarz Alexandre Couvelaire (1873-1948).